# NO BIG DEAL
『NO BIG DEAL』（ノー・ビッグ・ディール/どうってことないぜ）は、日本のロックバンド・THE STREET SLIDERS10作目、最後のスタジオ・アルバム。1996年11月21日にEpic/Sony Recordsより発売。
2023年デビュー40周年に記念として同アルバムの2枚組アナログ盤（リマスター/完全生産限定盤）がリリースされた。

## 解説
スタジオ録音盤としては10枚目、ライブ盤・ベスト盤を合わせると通算15枚目。ストリート・スライダーズ最後のスタジオ・アルバム。
1995年『Green Dragon Tour』の前にレコーディングのリハーサルが始められた。これまでのようにアルバムの曲が溜まってから集中的にレコーディングしていたのとは違い、このアルバムは3曲、3曲、2曲、2曲と間隔を置いて作曲とレコーディングが進められた（下表参照）。

## レコーディング
| 日付       | 曲名                                                               |
| ---------- | ------------------------------------------------------------------ |
| 1995年11月 | 「虹を見たかい」「WANNA DANCE TONITE」「夜毎悩ましい街で」         |
| 1996年4月  | 「On The Road Again」「Knock'in On Your Door」「愛の痛手が一晩中」 |
| 1996年6月  | 「Can't Get Enough」「Catch a Fire」                               |
| 1996年9月  | 「手ブラで来いよ」「BIG MOUTH」                                    |

前作の『WRECKAGE』は深く入り込んで録音したが、今回はラフにやってもいいのではという部分はラフにやった。スタジオの雰囲気もよくいいノリで録れた曲が多かった。
『WRECKAGE』の時は言葉がなかなか出てこなかったり曲を作るまでに本当にすごく悩んだ。このアルバムでは曲を自由に書きたい意欲が高まっていた。
（アルバムの中の曲で一部歌詞が不適切として発売時にハリーの歌声にマスキングがかけられたことに対して）「…違う言葉に差し替えようという考えはなかったが、後にもっといい言葉がもしあるんであれば、それに変えるのもいいんじゃないかと思い始めてます」と語っている。
（曲は）自分の中で“許せるライン”っていうのがあるんですよ。曲に対しても詩に対してもね。それをクリアしていれば自分としては満足するんで…それと好みは昔から大体変わらない部分っていうのが強くありまして。やっぱり今回なんかは、ちょっとこう、そこから広がったというか、今までだったらやらなかったような曲でも、やってみたいなと思うようになってきたというのはあるかもしれませんね。
（歌録りでは）曲によって違うが自分で歌えている感じっていうのが、けっこう見えていた。ハッキリしていたので、あまりフラフラしないで、わりと絞れていたんじゃないかと思います。
今回キーボードやコーラスをゲストに入れたのは、リハーサルやレコーディングをしながらメンバーがアイデアを出してくれたり、曲によっていろいろです。
（このアルバムに何を感じてほしいか、表現したかったか）やっぱり人間は自由だからさ。たまにはこういうアルバムを聴いて、ノってくれてもいいし、気持ちよくなってくれてもいいし。いろんな曲が入ってるんで…、バラードとかね。その時その時の自分に感じるものが、きっとここにはあると思うんで、“オレの歌でもあるんだけど、みんなの歌でもあるんだせ” って…言っておこうかな。

## 収録曲
1. On The Road Again – (5:38)
Words & Music by Hiro Murakoshi
アルバム先行発売シングル。「とにかくロックンロールを作りたい」「シングルになり得る曲にしたい」という気持ちがあった[4]。
2. Can't Get Enough – (5:39)
Words & Music by Hiro Murakoshi
アルバム先行発売シングル。メンバーも気に入り、ノってつくったファンキーなナンバー。歌詞に一部不適切になる恐れがある箇所はその部分だけ音声カットされ発売された[4]。
3. Knockin' On Your Door – (4:03)
Words & Music by Hiro Murakoshi
4. 虹を見たかい – (3:48)
Words & Music by Hiro Murakoshi
語りかける優しいバラード調で、今までならバンドに持っていけずお蔵入りにしてしまうところ、この曲は「わりと悩まずに作れた曲」「なんかバンドでやってみたいなぁと思った」HARRYは「気に入っている」とインタビューで語っている[4]。
5. Catch A Fire – (6:40)
Words & Music by Hiro Murakoshi
6. 愛の痛手が一晩中 – (4:18)
Words & Music by Joy-Pops
スライダーズの曲によくみられる少しヘヴィな内容だが、反してライトなブルースに仕上げられた、Joy-Pops名義の共作曲[4]。
7. WANNA DANCE TONITE – (5:13)
Words & Music by Hiro Murakoshi
8. BIGMOUTH – (4:43)
Words & Music by Joy-Pops
アルバムの為に作った新曲ではなく、『WRECKAGE』以前からなんとなく詩の断片が既にあった曲[4]。
9. 手ブラで来いよ 〜センチメンタルジプシー – (6:07)
Words & Music by Joy-Pops
アコースティックの美しいサウンドで、HARRYが昔からやりたかったパターンだという。デビューからアルバムも15枚を数え、ここに来て今、やっとオリジナルで実現した[4]。
10. 夜毎悩ましい街で (Drift away and…) – (6:09)
Words & Music by Hiro Murakoshi
『NASTY CHILDREN』を彷彿とさせる軽やかなレゲエ・ナンバー。これまでのスライダーズの作品は少なからず刹那的で緊張感を伴うものや、内省的で深く入り込む作品が多かったが、ここでは口笛やハンドクラップが効果的に入り自然に力が抜け肩を組んで唄うような親しみやすささえ感じさせる。このように群像的な雰囲気を持つ曲は初めてで、最後となった。

## クレジット
- THE STREET SLIDERS are：
  - Hiro Murakoshi（Vo.Gt.）
  - Kohey Tsuchiya（Gt.Vo）
  - Yoji Ichikawa（Ba.Vo）
  - Masao Suzuki（Dr.& Per.）
- Produced：THE STREET SLIDERS
- Engineered and Mixed：Tatsuya Sakamoto
- Assistant：Motonori Sasaki, Hitoshi Hashimoto, Toshiyuki Hamauchi, Satoru Yamaguchi.
- Mastered：Mitsukazu Tanaka
- Recorded：Sony Music Shinanomachi Studio、Free Studio 四ツ谷、Bay Bridge Studios.
- Keyboards：Yasuharu Nakanishi, Tatsunosuke
- Perc：Hirofumi Suzuki
- Backing Vo.：Mai and Eiko Yamane
- Instrumental Tec.：Kohji Yamaguchi
- Directed：Shintaro Yamamoto
- Artist Management：Emi Ito（S.S.O）
- Management：Mitsuko Iwashimizu （S.S.O）
- Promotion：Akiko Ito, Kazumi Kotani, Toshiki Hirano,Yumiko Kato （S.S.O）
- Art Direction & Design：Noriko Tanaka
- Photograph：Shoji Uchida
- Styling：Kaz Ijima
- Products Coordination：Satomi Kurosaki
- Executive Produced：Ikuro Meguro